# Trappe (Maryland)
Trappe es un pueblo ubicado en el condado de Talbot en el estado estadounidense de Maryland. En el año 2010 tenía una población de 1077 habitantes y una densidad poblacional de 512,86 personas por km².

## Geografía
Trappe se encuentra ubicado en las coordenadas 38°39′36″N 76°3′29″O / 38.66000, -76.05806.

## Demografía
Según la Oficina del Censo en 2000 los ingresos medios por hogar en la localidad eran de $40 625 y los ingresos medios por familia eran $42 188. Los hombres tenían unos ingresos medios de $30 398 frente a los $26 302 para las mujeres. La renta per cápita para la localidad era de $17 451. Alrededor del 9,7% de la población estaba por debajo del umbral de pobreza.